# Дом Пехтерева
Дом А. И. Пехтерева — одноэтажный дом в посёлке Колывань Новосибирской области. Построен в 1897 году. Памятник архитектуры регионального значения.

## История
Здание принадлежало Ивану Александровичу Пехтереву, владельцу мастерских по изготовлению веялок и крупной паровой мукомольной установки с электродвигателем. В 1915 году он первым в Колывани провёл в свой дом электрическое освещение.

## Описание
Дом стоит на пересечении улиц Ленина и Советской.
Основной объём здания перекрыт четырёхскатной вальмовой крышей, сделанной из металла. Со стороны западного фасада имеется пристройка с односкатной крышей.
Стены дома сделаны из хорошо обожжёного кирпича, в более поздний период оштукатурены «под шубу» и окрашены в зелёный и белый цвета.
Ризалиты небольшого выноса южного и восточного фасадов завершаются мощными фронтонами с криволинейным очертанием и круглыми слуховыми окнами.
Углы здания акцентированы квадратными в плане кирпичными парапетными столбиками.
Основной объём южного фасада композиционно симметричен, тогда как в композиции западного фасада симметрия не соблюдается.
Внутренняя несущая стена разбивает пространство здания на две неравные части, из них обращённая к южной стороне бо́льшая часть также разделена на два прямоугольных помещения перегородкой.

### Декор
В декоре здания использован лекальный и тесаный кирпич.
Углы дома и точки пересечения внешней стены с внутренней несущей акцентируются лопатками, украшенными типичными для Колывани мотивами в виде прямоугольных ширинок и криволинейных элементов в верхней части.
Состоящий из горизонтальных рядов кладки карниз декорирован кирпичом «на ребро» и ступенчатыми кронштейнами.
Окна завершаются лучковой перемычкой с замковым камнем. В надоконной части наличники выполнены в виде сандриков с полуциркульным очертанием из лекального кирпича. Фартук наличника по краям украшают ступенчатые свесы. Простой формы вертикальные наличники увенчаны стилизованными капителями.